# Chacomånbröst
Chacomånbröst (Melanopareia maximiliani) är en fågel i familjen månbröst inom ordningen tättingar.

## Utbredning och systematik
Chacomånbröst delas in i tre underarter:
- Melanopareia maximiliani maximiliani – förekommer i Yungas i västra Bolivia (La Paz)
- Melanopareia maximiliani argentina – förekommer i centrala Bolivia och nordvästra Argentina (västra Córdoba, norra San Luis)
- Melanopareia maximiliani pallida – förekommer i sydöstra Bolivia, Chaco i västra Paraguay och norra Argentina

## Status
Arten har ett stort utbredningsområde och beståndet anses stabilt. Internationella naturvårdsunionen IUCN listar den därför som livskraftig (LC).